# Holger Højriis

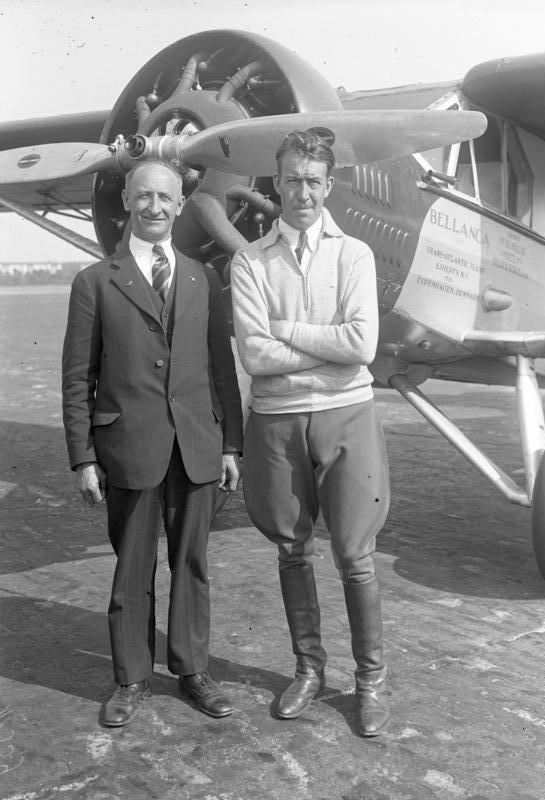
Højriis (rechts) und Hillig vor ihrem Ozeanflieger

Holger Højriis, englisch Hoiriis (* 13. Juni 1901 in Brabrand, heute Aarhus; † 7. August 1942 in Alexandria, Minnesota) war ein dänisch-amerikanischer Pilot. Er gilt als erster Däne, der einen transatlantischen Flug absolvierte.

## Leben
Højriis wuchs in Dänemark auf und arbeitete anfänglich in der Landwirtschaft. 1924 wanderte er im Alter von 23 Jahren in die USA aus. Auf Long Island nahm er Flugstunden und kaufte sich dort schließlich sein erstes eigenes Flugzeug. Mit diesem nahm er an verschiedenen Shows teil, indem er dort Stunts und Barnstorming performte. In dieser Zeit erhielt er den Spitznamen „hold your horses Hoiriis“. Einige Jahre später arbeitete er als Fluglehrer am Flugplatz Bellanca in Delaware und als Testpilot für die Bellanca Aircraft Company. Hoiriis war einer der Pionierpiloten des Postabholdienstes der Fluggesellschaft All American Aviation und führte 1939 auf dem Flugplatz Bellanca den weltweit ersten Nachtabholdienst vor.
Mit Beginn des Zweiten Weltkriegs wurde Højriis der erste „Wing Commander“ der Delaware Wing Civil Air Patrol, deren Hauptaufgabe darin bestand, die Ostküste der Vereinigten Staaten zu patrouillieren und deutsche U-Boote zu finden.
Højriis war verheiratet und hatte drei Kinder. Er verstarb an Nervenfieber und wurde in Philadelphia beigesetzt.

## Transatlantischer Flug
Während seiner Zeit als Stuntflieger lernte Højriis den deutschen Fotografen Otto Hillig kennen, der als Pionier der Luftbildfotografie galt. Gemeinsam kamen sie auf die Idee, einen Flug von Amerika aus nach Dänemark zu machen. Der Großteil des Projekts wurde von Hillig finanziert.
Am 18. Juni 1931 hoben sie mit einer Bellanca Pacemaker auf den Namen „Liberty“ vom Flughafen Teterboro ab. Das Ziel des Fluges sollte Kopenhagen werden, das zweite Ziel Steinbrücken, der Geburtsorts Hilligs. Vor der Atlantik-Überquerung machten sie Halt in der kanadischen Provinz New Brunswick und in Neufundland, wo sie am 24. Juni schließlich in Richtung Europa abhoben. Wegen schlechter Wetterverhältnisse und andauerndem Nebel verflogen sich die beiden Piloten jedoch stark und kreisten 13 Stunden lang über Spanien und Frankreich umher. Nachdem sie endlich Landstriche erkannten, flogen sie Richtung Norden. Højriis und Hillig beschlossen, auf dem nächstbesten Rollfeld zu landen.
Am Nachmittag des 25. Juni 1931 landete die Maschine nach über 32 Stunden gegen 17.30 Uhr auf dem Flughafen Krefeld-Bockum. Beide Piloten waren sichtlich erschöpft und glaubten anfangs, sie seien in Flensburg gelandet. Sie riefen kurz darauf in Dänemark an, um den Zwischenfall zu melden. Zu diesem Zeitpunkt galt das Flugzeug in Kopenhagen bereits als verschollen. Am 26. Juni flogen beide Piloten weiter, schafften es jedoch aufgrund ihrer Müdigkeit nur bis zum Flughafen Bremen. Erst am 27. Juni 1931 erreichten Højriis und Hillig mit ihrer Maschine den Flughafen Kopenhagen-Kastrup, wo bereits rund 50.000 Menschen auf deren Ankunft warteten.
Für den besonderen Erfolg wurden Højriis und Hillig vom dänischen König Christian X. zum Ritter geschlagen.